# Kemzeke
Kemzeke is een dorp in de Belgische provincie Oost-Vlaanderen en een deelgemeente van Stekene, het was een zelfstandige gemeente tot aan de gemeentelijke herindeling van 1977. Kemzeke vormde als zelfstandige gemeente een grillige strook vanaf de grens met Nederland tussen Stekene en Sint-Niklaas, Sint-Gillis, De Klinge, Sint-Pauwels en Sinaai.

## Geschiedenis

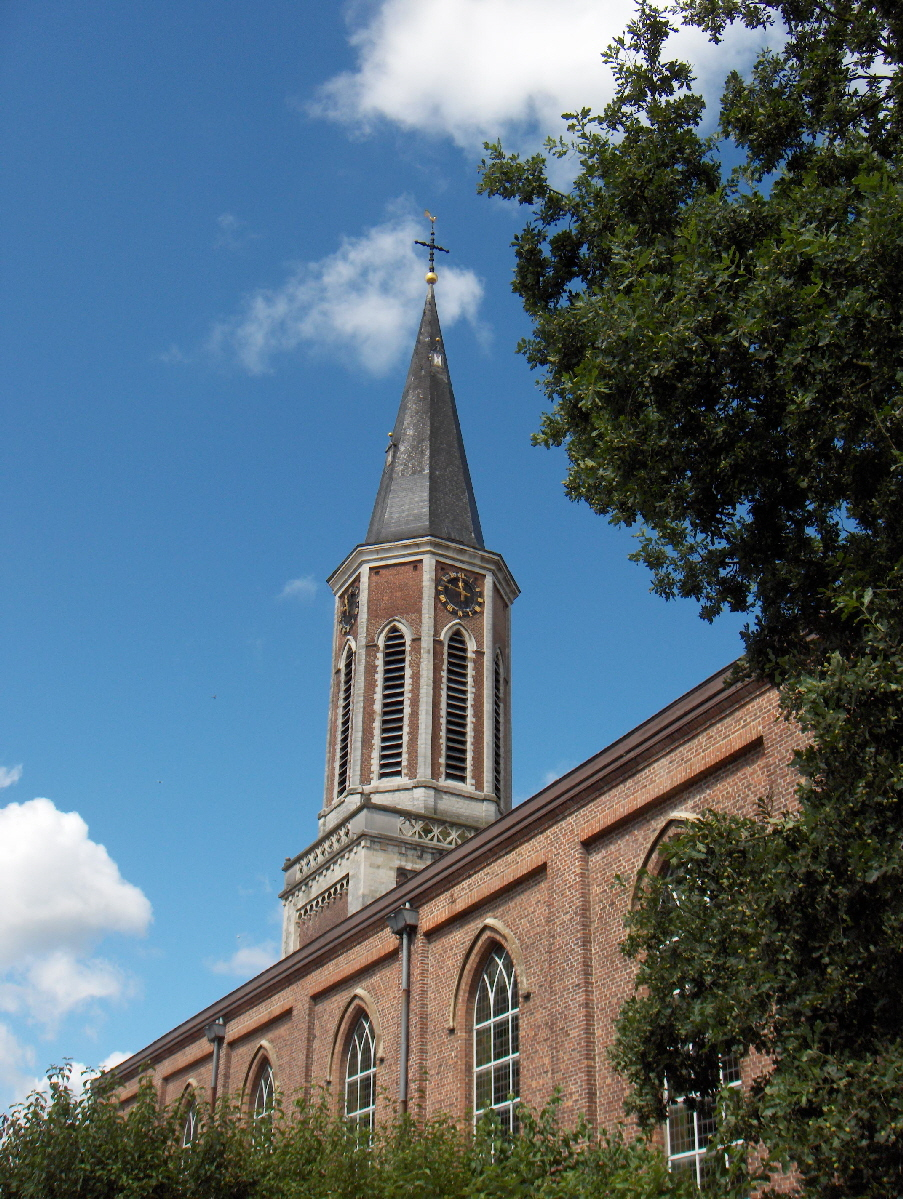
Kemzeke, Sint-Jacobuskerk (augustus 2005)

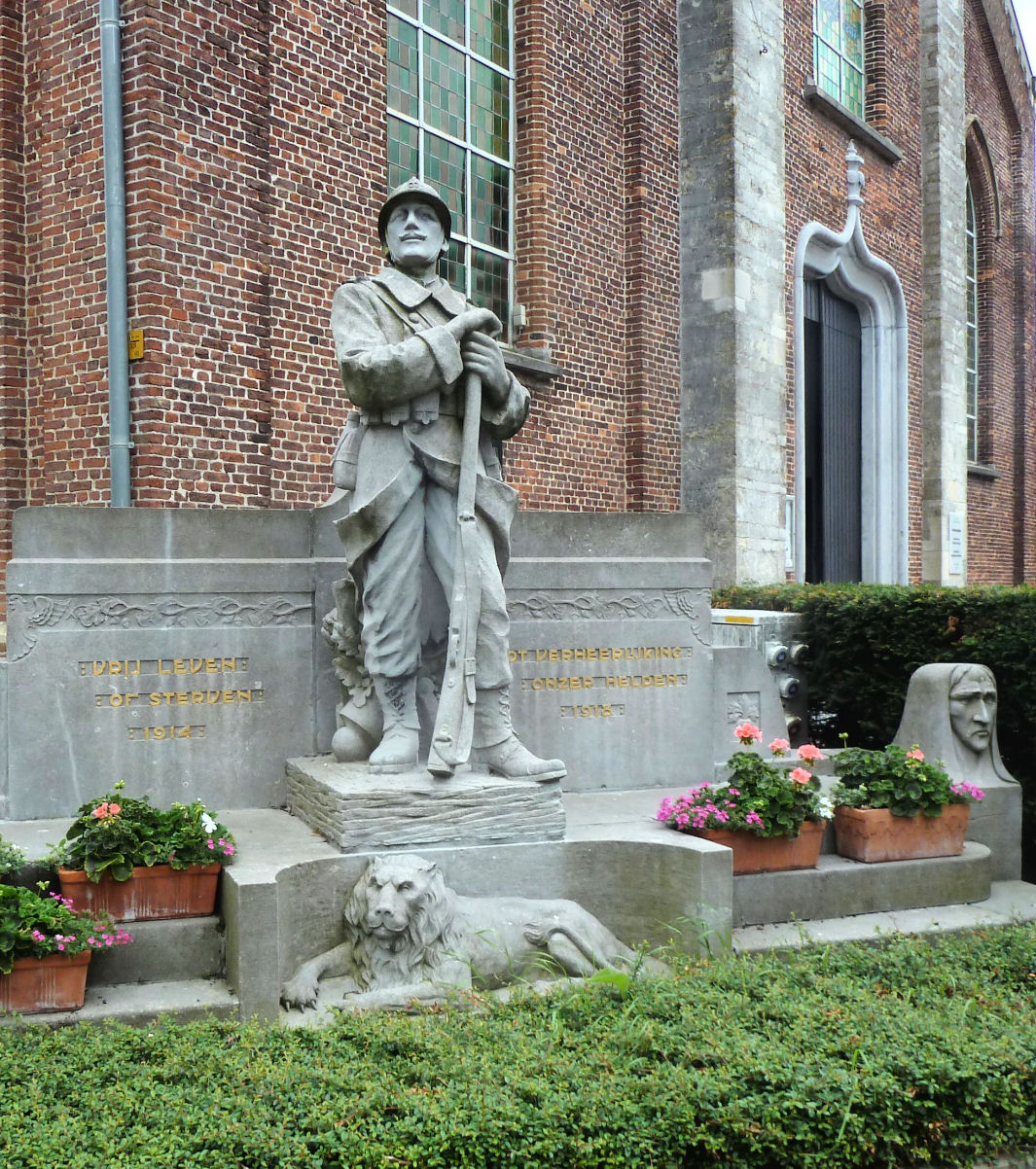
Oorlogsmonument in arduin door Édouard Rombaux-Roland

De naam Kemzeke gaat etymologisch terug op Camasiacum, een Gallo-Romeins toponiem dat verwijst naar de bezittingen van een verder onbekende persoon Camasius. Er zijn ook enkele archeologische vondsten uit die periode.
In 1117 verkoos graaf Diederik van de Elzas te Kemzeke een eigen parochie op te richten, los van Waasmunster. Zo kon hij gemakkelijk de kerk bereiken vanuit zijn burcht, die zich bevond in de nabijheid van het gehucht de Trompe ten noorden van de dorpskern. Deze burcht vormde een van de vele jachthuizen van de graven van Vlaanderen. De burcht is verdwenen, maar in de buurt van de plek vinden we het jachthuis, de Voorhouthoeve en de veldnaam Burchtakker. De hoeve werd lang bewoond door de heren van Voorhoute. De burcht werd in 1452 verwoest door de burgers van de stad Gent in hun conflict met de graaf van Vlaanderen.
Omstreeks 1315 liet de toenmalige graaf Robrecht III van Béthune de Stekense Vaart uitgraven waardoor de Moervaart in verbinding kwam met Stekene en het Zeeuwse Hulst. Zo kon men grondstoffen zoals baksteen, turf, hout en vlas vervoeren tussen Hulst en Gent. De vaart is in onbruik geraakt, maar grote stukken zijn nog zichtbaar in het landschap tussen Stekene en de Nederlandse grens.

## Demografische ontwikkeling
- Bronnen:NIS, Opm:1831 tot en met 1970=volkstellingen; 1976 = inwoneraantal op 31 december

## Bezienswaardigheden

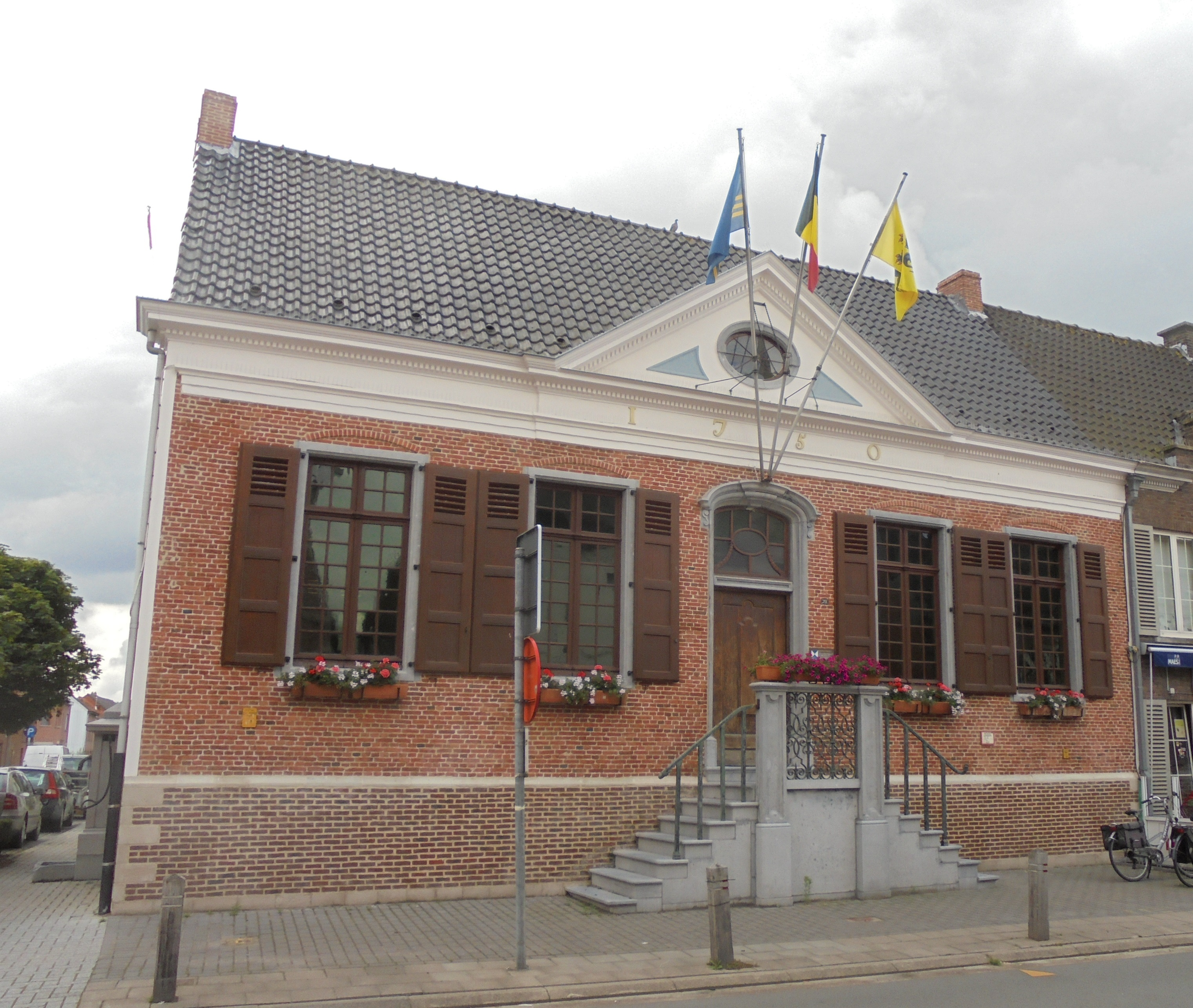
Gemeentehuis

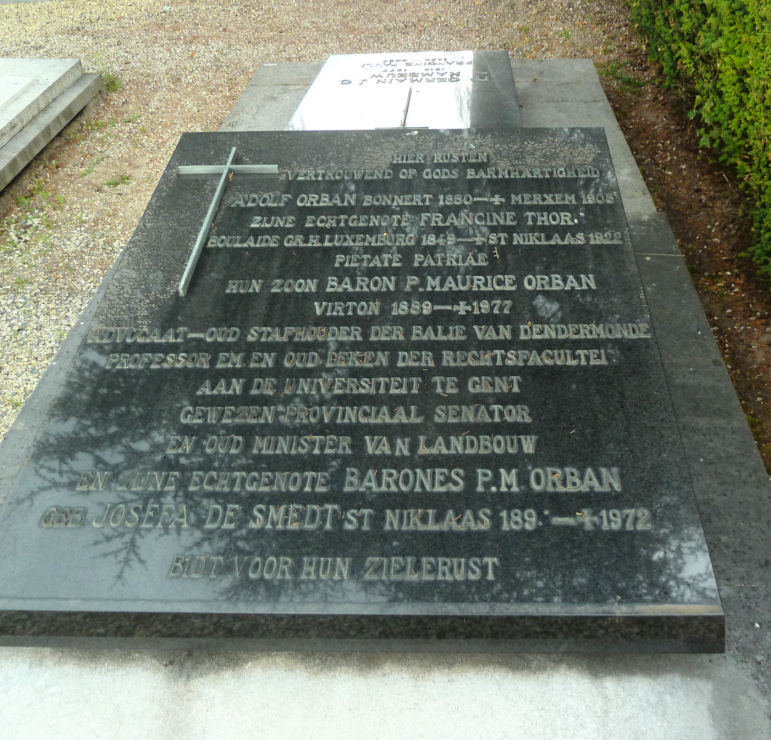
Grafzerk van minister Orban in zwart marmer, Kemzeke

- Het voormalige gemeentehuis stamt uit 1750 en is in een landelijke, neoclassicistische stijl opgetrokken. Achter dit gebouw bevindt zich de vroegere gevangenis.

- Vlak bij het gemeentehuis staat de neogotische Sint-Jacobuskerk.
- Aan de achterzijde van de kerk het monument 'Boer en Vlas' van Valeer Peirsman, aangekocht door de gemeente Stekene en het comité 875 naar aanleiding van het 875-jarig bestaan van de Kemzeekse Sint-Jacobusparochie in 1992. Het verwijst naar de vlasnijverheid in Kemzeke in de 19de en vroege 20e eeuw.
- Verder treft men in Kemzeke: de Twistkapelletjes; de 17de-eeuwse Voorhouthoeve; het borstbeeld van Jef Van Durme; de dorpspomp; het natuurgebied De Stropers.
- Een deel van de kunstcollectie van de Verbeke Foundation wordt permanent tentoongesteld in een landschappelijk geheel met tentoonstellingsruimtes.
- In de wijk De Tromp en het Stropersbos vindt men verdedigingswerken, waaronder het voormalige Spaanse Fort Sint-Jan. Dit lag op de grens van de Spaanse Nederlanden en de noordelijke Republiek. Ook zijn er aarden verdedigingswallen en grachten, waarvan gedeelten gereconstrueerd zijn. Ze dateren uit twee periodes: het fort en andere elementen uit de Tachtigjarige Oorlog (1568 – 1648) en de Bedmarlinie uit de Spaanse Successieoorlog  (1701 – 1713).
- Op het kerkhof is minister Maurice Orban begraven, alsook Jef Van Durme.

## Natuur

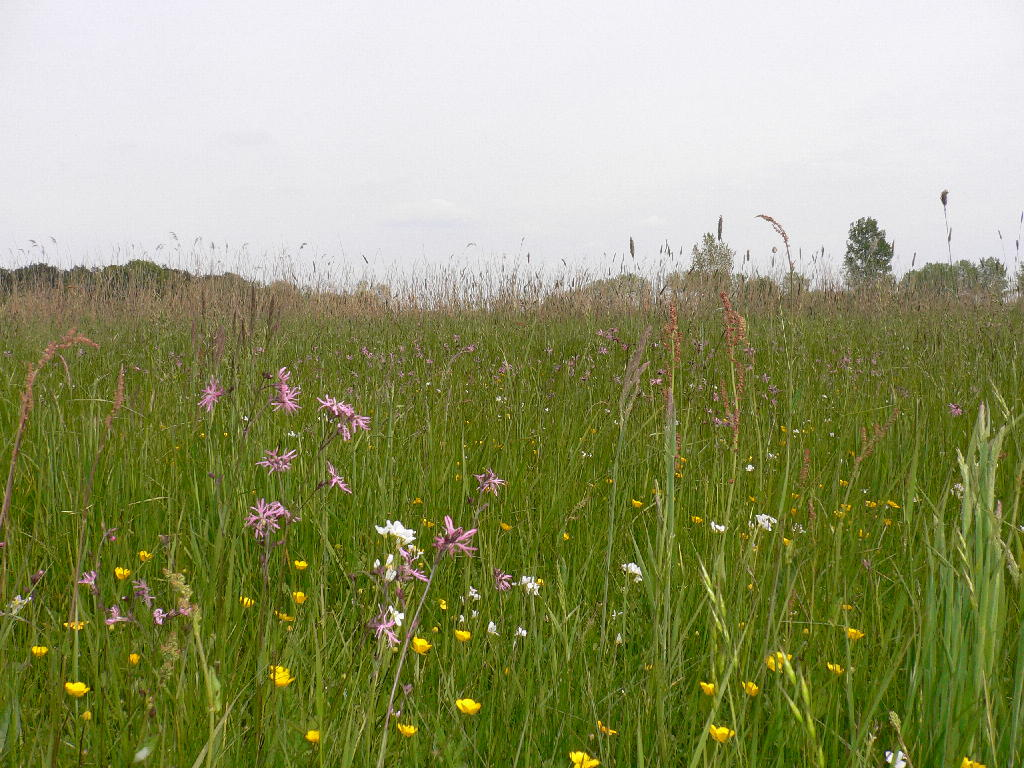
De Gavers

Kemzeke is een landelijke gemeente, gelegen in Zandig Vlaanderen en het Waasland. De hoogte bedraagt ongeveer 5 meter. Er zijn nog unieke stukjes natuur te vinden zoals het Natuurreservaat De Gavers.
Op het grondgebied van Kemzeke vinden we ook een gedeelte van het domein De Stropers. Dit is een uitgestrekt bosgebied dat oorspronkelijk als het Bos zonder Genade gekend was. Het bos was verbonden aan de grafelijke burcht die zich in de wijk De Tromp bevond. Het noordelijke deel van dit gebied is omstreeks 1900 beplant met dennen. Deze werden aangeplant om als mijnhout te dienen. De stammen verwittigden bij verhoogde druk de kompels met een krakend geluid. De familie De Paepe bezit dit gedeelte sinds ongeveer 1930. Het overige deel was eigendom van de familie De Stropere. Het bestond tot einde van vorige eeuw uit een gemengd bos doorsneden door de Mastendreef. Aan de beide zijden van deze dreef stonden enorme rijen douglassparren. Sinds de jaren 70 was dit gedeelte eigendom van het Vlaams Gewest. Men besloot het zuidelijke deel om te vormen met dezelfde plantengroei als van voor tweeduizend jaar. Er diende zich een ware metamorfose aan. Een gedeelte werd ontbost, zelfs de wortels werden verwijderd, zodat de oorspronkelijke heide terug kon groeien. Ook werden schapen en runderen in het gebied gebracht. Wandelaars kunnen langs de Braemestraat deze veranderingen zien. Ter hoogte van domein De Wal kan men ook in het domein doordringen.

## Dialect
De uitspraak van het dialect van Kemzeke is opvallend, vooral de uitspraak van de lange klinkers.
a) Het meest opvallende kenmerk is de klankwisseling van de /aa/ in de /ou/ en omgekeerd, wat betekent dat bv. zaad zoud wordt, en, omgekeerd, zout zaat. En verder zorgt de combinatie van een  /j / en een lange klinker voor heel wat klankwisselingen.
De /aa/ wordt in principe /ou/, bv. gebraad wordt gə.broud, baan wordt boun, baal wordt boul en kaas wordt kous. Maar er zijn uitzonderingen, bv. laag wordt ljieg.
- Indien de /aa/ gevolgd wordt door een /r/ of /f/, hebben we een geval dat nauwelijks in regels te vatten is. Soms is de algemene regel van toepassing, bv. baard wordt bourd, braaf wordt brouf. Soms wordt de /aa/ een /oe/, bv. taart wordt toert, maar meestal wordt de /aa/ een /jɛ̃/ (uitspraak zoals in het Franse timbre en dedain), bv. paard wordt pjɛ̃rd, vaars wordt vjɛ̃s, klaar wordt kljɛ̃r, staart wordt stjɛ̃rt.

- Indien de /aa/ in een open lettergreep gevolgd wordt door een /d/, hoort men /wjaa/, bv. made wordt mwjaa, lade wordt lwjaa, kade wordt kwjaa (ook kwade wordt als kwjaa uitgesproken)

De /ee/ wordt /jie/, bv. been wordt bjien, zeem wordt zjiem, verkeerd wordt vər.’kjierd, speeksel wordt spjiek.səl,  
- Maar als de /ee / gevolgd wordt door een /r /, dan wijzigt de klank in /jɛ̃ /, bv. beer wordt bjɛ̃r, peer wordt pjɛ̃r, verteren wordt vər.tjɛ̃rn.
- Soms wijzigt de /ee / in /eek / en de /eel / in een korte i, bv. preekstoel wordt ‘prik.stoel, speeltuin wordt 'spil.tuin en steekt wordt stikt.
- Soms blijft de /ee / gewoon ee, bv. keel, meel, ‘dee.kən, ‘kee.təl.

De /ei/ (maar niet de ij!) wordt als /ɛ̃/ uitgesproken, bv. klein wordt klɛ̃n, trein wordt trɛ̃n, sprei wordt sprɛ̃.
De /ie/ wijzigt niet, bv. bier blijft bier, lief blijft lief en liegen blijft liegen.
- In een open lettergreep wijzigt de /ie/, gevolgd door een -d, in /jie/, bv. wieden  wordt wjien en bieden wordt bjien.
- Een enkele keer wijzigt de /ie/ in de korte klinker a, bv. siroop wordt sa.'roop.

De /oo/ wordt /juu/, bv. poot wordt pjuut, koord wordt kjuurd, doos wordt djuus, hoger wordt ‘hjuu.gər, kantoor wordt kan.’tjuur. 
- Soms wordt de /oo/ een /eu/, bv. voordeur wordt veur.deur, voordat wordt ‘veur.da.
- Een enkele keer wordt de /oo/ een /oe/, bv. oogst wordt oest.
- En soms is er geen klankwisseling, bv. woord blijft woord en boter blijft ‘boo.tər.

De /ou/ (ook als au geschreven) wordt /aa/, bv. koud wordt kaad, zout wordt zaat, kous wordt kaas, dauw wordt daa, grauw wordt graa, brouwer wordt braar, verkouden wordt vər.’kaan, verbouwen wordt vər.’baan. Merk op dat woorden die een doffe e bevatten in de laatste lettergreep, die lettergreep verliezen. 
De  /uu/ wijzigt niet, bv. gebuur blijft gə.’buur en zuur blijft zuur. 
- Soms wordt de /uu/ als /ie/ uitgesproken, bv. vuur wordt vier, duur wordt dier.

b) Korte klinkers veranderen meestal niet, bv. pad blijft pad, pit blijft pit, pet blijft pet, put blijft put.  
- Toch zijn er ook weer uitzonderingen en wordt de klinker een lange klank, bv. gas wordt gaaz, film wordt fielm, klink wordt kleenk en dansen wordt 'daan.sən.
- De /ar/ en de /er/ worden als /ɛ̃r/ uitgesproken, bv. varken wordt ‘vɛ̃r.kən, hart wordt hɛ̃rt, en werken wordt ‘wɛ̃.rə.kən, weliswaar zonder toegevoegde /j/, zoals in het geval van de lange aa en ee.

- De /or/ wordt als /ur/ uitgesproken, bv. kort wordt kurt, dorp wordt durp.

- Een enkele keer wordt de /u/ wat langer uitgesproken, maar niet zo lang als de lange u, bv. in autobus en bushokje. We noteren /u:/ in ‘ot.too.bu:s en ‘bu:s.kot.sjə.

c) Ook de tweeklanken zijn soms bijzonder. 
- De /aai/ wordt een nauwelijks in fonetisch schrift te vatten eindklank /aa/, voorafgegaan door een combinatie die nog het best wordt voorgesteld als een half-ingeslikte w en een j, na de eerste letter, bv. maaien wordt mwjaan, zwaaien (én zaaien) wordt zwjaan, kraaien wordt krwjaan.

- De /eeu/ wordt /jie/, bv. leeuw wordt ljie en meeuw wordt mjie.

- De /ooi/ wijzigt een enkele keer in /wjoe/, bv. hooi wordt wjoe, savooi wordt sa.'vwjoe, maar meestal in /juu/, bv. gooien wordt gjuun, rooien wordt rjuun, strooien wordt strjuun, schoon wordt schjuun.

d) Medeklinkers
- Zoals in alle dialecten in de omissie van medeklinkers opvallend, en niet enkel op het einde van een woord, bv. gerst wordt gjest, peinzen wordt peizn, gras wordt gas, hij heeft wordt i eet (of: i ee), gij hebt wordt gij et (meestal samengetrokken tot get), hemd wordt em. Merk hierbij op dat de /h/ niet of nauwelijks wordt aangeblazen. Ook de doffe e op het einde van een woord wordt in principe niet uitgesproken, bv. vallen wordt valn, aardappelen wordt pə.tetn, waardoor de eindklank wat gerokken wordt.
- Korte woorden worden samengetrokken, bv. het is wordt tis, ik heb wordt kem, doe dat wordt 'doe.ta, ik heb er wordt 'kem.mər, als je wordt ag.gə.
- Een enkele keer wijzigt een medeklinker, bv. negende wordt nee.gəs.tə, hebben wordt ‘em.mən, blauw wordt blaat.
- Woorden die eindigen op -w  verliezen de eind-w, bv. uw wordt aa, mouw wordt maa, gauw wordt gaa, een duw wordt nən daa, schouw wordt schaa, gebouw wordt gə.’baa, touw wordt taa.
- Een andere keer wordt een medeklinker toegevoegd, bv. kotelet wordt kor.tə.’Iet.
- De /ng/ op het einde van een woord wordt als /ng/ uitgesproken, maar nog vaker als /nk/, bv. paling wordt ‘pol.link, vertelling wordt vər.’tel.link, ring wordt rink.

## Kameel
Kemzeke heeft als enige Belgische (voormalige) gemeente een kameel in het wapenschild. Er wordt beweerd dat het te maken heeft met de kruistocht van Diederik van de Elzas, maar die voerde zelf geen kameel in zijn schild en dorpswapens dateren van ver na zijn tijd. Ook is de naam Kemzeke in de volksetymologie wel uitgelegd als Kemelziek, waarbij de vorm van het dorp opgevat wordt als een kameel. De Vlaamse Volksverhalenbank klasseert dit als een sprookje, een overlevering.

## Bekendheden uit de sport
- In Kemzeke reed Eddy Merckx zijn allerlaatste wielerwedstrijd tijdens de Omloop van het Waasland 1978.
- De sportjournalist Filip Joos beleefde zijn laatste dagen als voetballer bij Klauwaerts Kemzeke, waar hij op het einde van het seizoen 2009-2010 de voetbalschoenen aan de haak hing.[2]

## Nabijgelegen kernen
Stekene, Kapellebrug, Sint-Pauwels